# 拉里·費伊
拉里·費伊（英語：Larry Fay，1888年—1933年1月1日）是禁酒時代早期在紐約市的私酒販之一。他把威士忌從加拿大運進紐約，賺取了50萬美元。他用他的利潤買下了一間的士公司，後來於1924年在曼哈頓的西四十七街開了一間夜總會叫El Fey，由德克薩斯·貴南擔任司儀，並由尼爾斯·格蘭隆德進行一場歌舞表演。1920年代，他與百老匯表演女郎Evelyn Crowell結婚。
費伊有49次被捕的記錄，但沒有重罪判決，在隨後的幾年裡，他參與過幾間企業，據說他曾積累和失去過一筆財富。他曾成為Casa Blanca俱樂部的合伙人，在1932年新年前夕的慶祝活動後，他在俱樂部裡不幸被俱樂部的看門人Edward Maloney槍殺，當時Maloney剛剛得知自己的工資被費伊降低，以調整新員工。他被殺後，他的妻子發現他破產了。
1960年12月15日，電視劇《The Untouchables》在第二季期間播放單集「The Larry Fay Story」，在該集中由山姆·萊文飾演牛奶詐騙販拉里·費伊，是艾爾·卡彭的同伴。而且，1939年黑幫電影《怒吼時代》中，占士·格尼的角色Eddie Bartlett是基於費伊的生活。